# Шмелевидка алайская
Шмелевидка алайская (лат. Hemaris alaiana) — вид бабочек рода шмелевидки из семейства Бражники. Таджикистан, восточный Казахстан, Западная Монголия.

## Описание
Размах крыльев около 4 см. Внешне напоминают шмелей (брюшко сверху пушистое, усики веретеновидные). Пьют нектар не садясь на цветки, а зависают возле них в воздухе.
Встречаются на высотах от 1,400 до 2,200 м имаго летают в июне и июле.
Гусеницы, вероятно, питаются на растениях родов жимолость (Lonicera) и марена (Rubia) и подмаренник (Galium). Вид был впервые описан в 1903 году английским натуралистом, банкиром и лордом Уолтером Ротшильдом и немецким энтомологом Карлом Йорданом
.